# فران طاهر
فران طاهر (انگلیسی: Faran Tahir؛ زادهٔ ۱۶ فوریهٔ ۱۹۶۴) یک هنرپیشه اهل ایالات متحده آمریکا است. وی از سال ۱۹۹۴ میلادی تاکنون مشغول فعالیت بوده‌است.
از فیلم‌ها یا برنامه‌های تلویزیونی که وی در آن نقش داشته است می‌توان به مرد آهنی، تصویر کامل، فرار از زندان اشاره کرد.